# Higashichichibu
Higashichichibu (東秩父村, Higashichichibu-mura) est un village situé dans le district de Chichibu (préfecture de Saitama), au Japon.

## Géographie

Localisation de Higashichichibu (en vert) au sein de la préfecture de Saitama.

Higashichichibu se trouve dans le centre du Japon, au nord-ouest de Tokyo et au nord-ouest de la préfecture de Saitama.

## Jumelages
- Ambert (France) depuis 1989, charte de l'amitié.